# تخادو
تخادو (به اسپانیایی: Tejado) یک دهستان در اسپانیا است که در سریا واقع شده‌است.

## خصوصیات
تخادو ۷۷ کیلومترمربع مساحت و ۱۸۵ نفر جمعیت دارد.